# Gala Contemplando o Mar
Gala Contemplando o Mar, ou Gala a Olhar o Mar Mediterrâneo (1975) é uma obra do pintor espanhol Salvador Dalí. A pintura chama a atenção por ter uma característica inusitada, ao se afastar dezoito metros é possível conferir o retrato de Abraham Lincoln. No ano seguinte, Dalí fez uma segunda versão da obra, em que o retrato de Lincoln pode ser visto a vinte metros de distância.  Atualmente a obra faz parte do Teatro Museu-Dalí, na província de Girona.
Gala Contemplando o Mar está abaixo do arco central do museu. A elaboração do local teve a participação ativa de Dalí que colaborou com a construção dos espaços convidativos e imersivos para o visitante.
 Pode-se dizer que a obra de Dalí é dividida em duas esferas, uma real e a outra virtual. A primeira é notada quando o observador identifica Gala nua de costas avistando o mar. Já a segunda é o rosto de Lincoln, quando todos os pixels da tela ganham um novo sentido. O observador é instigado pelo pintor a dar um sentido à obra, de forma a tornar-se um elemento ativo e determinante para a decodificação da pintura.
Diferente de outras pinturas de autoria do espanhol em que há quimeras e alterações de ângulos, que resultam em um elemento novo, em Gala a Olhar o Mar Mediterrâneo é perceptível um novo ensaio de dinâmicas óticas do artista por meio de pixels, na onde o espaço em que o observador se encontra é essencial para a possível constatação do rosto de Lincoln. 

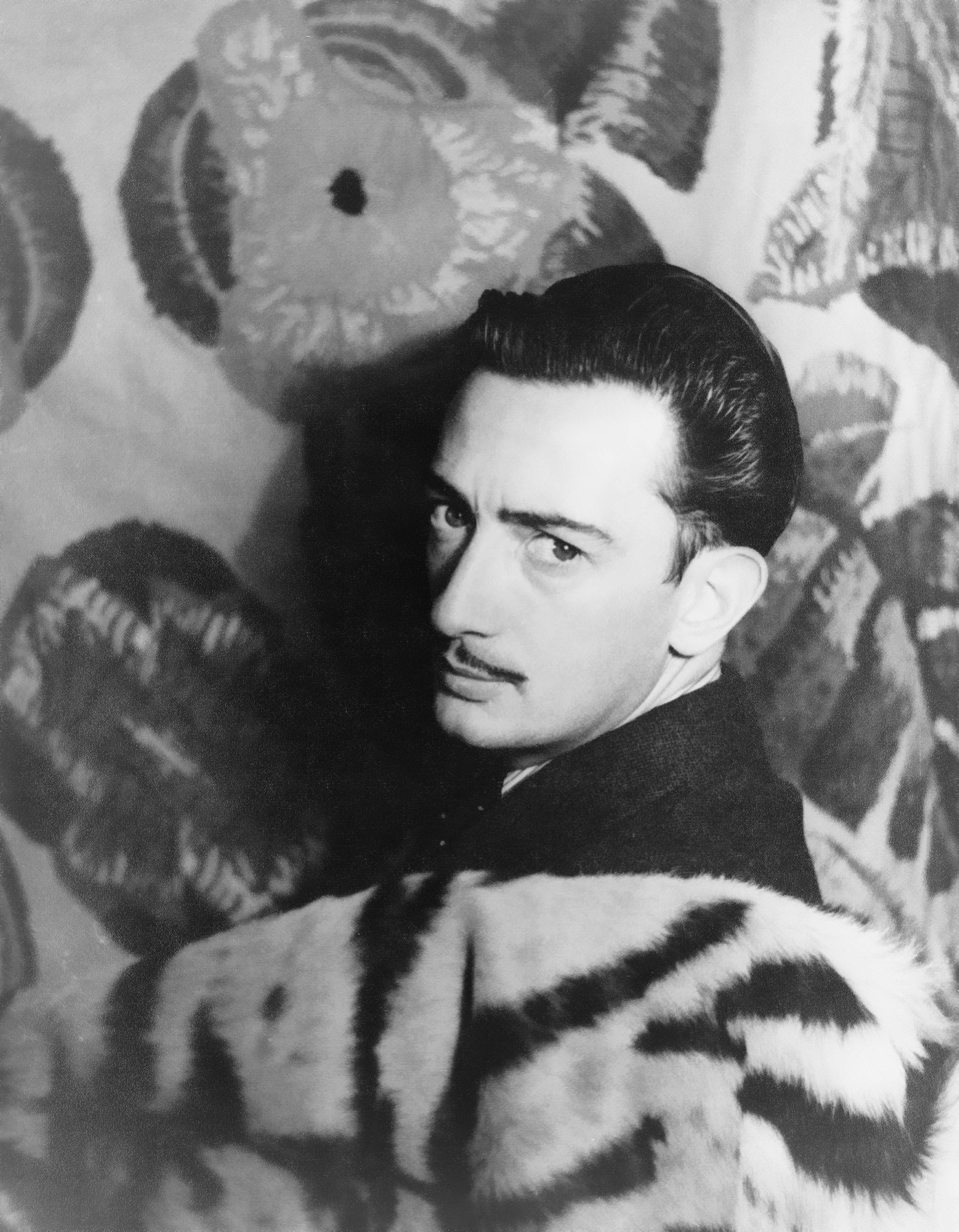
Salvador Dalí

As cores utilizadas são de total importância para a construção ambígua da pintura. O laranja, vermelho e amarelo são responsáveis pela profundidade que contrasta com a pele clara de Gala. O jogo das tonalidades constrói uma espécie de moldura surreal, que é responsável pela delimitação da personagem que dá nome a obra.

## Contexto histórico
Diante do cenário de horror da Guerra Civil Espanhola, Dalí pintou a obra Espanha, em 1938. Diferentemente da Europa, que vivia um momento de disseminação de regimes totalitários, os Estados Unidos tinha pensamentos menos conservadores em comparação com o Velho Mundo, e, de certa forma o país da América do Norte começava a reconhecer o trabalho do pintor espanhol. Além disso, é neste mesmo período do século XX, que as primeiras pesquisas do artista referentes à figura de Abraham Lincoln são iniciadas. 
O contato do pintor com a cultura estadunidense se condensou ainda mais em 1940, um ano após o início da Segunda Guerra Mundial. Dalí refugiou-se para os Estados Unidos por conta do conflito e viveu no país da América do Norte por oito anos, e pintou Poesia da América - Os Atletas Cósmicos, em 1943.